# Katri Helena
Katri Helena Kalaoja (née Koistinen le 17 août 1945 à Tohmajärvi) est une chanteuse finlandaise.

## Biographie
Sa carrière a débuté dans les années 1960. Elle est l'une des artistes dont les productions sont les plus vendues en Finlande, avec douze disques d'or, trois disques de platine et un double disque de platine.
Elle a représenté deux fois son pays au Concours Eurovision de la chanson, en 1979 et en 1993.

## Prix et récompenses
- Prix Emma, 1995
- Médaille Pro Finlandia, 2007
- Iskelmä-Finlandia, 2014